# Dubrovačka Republika i Osmansko Carstvo
Dubrovačka Republika je od 1458. do svoje propasti 1808. bila haračar Osmanskog Carstva. Točan položaj osmansko-dubrovačke granice na kojoj su postojale granične oznake bio je upisan u defterima carske defterhane. Osmanlije su 1483. zauzele prostor od Risna do Herceg-Novog i tako potpuno okružile dubrovačku državu. Nekadašnja osmansko-dubrovačka granica danas je granica Hrvatske s Bosnom i Hercegovinom i Crnom Gorom. Danas se u seriji Acta Turcarum Državnog arhiva u Dubrovniku nalazi oko 15 000 isprava, što je tek djelić ukupnog broja. Po popisu dubrovačkih isprava u Istanbulu od 1627. do 1647. propalo ih je 40%. Isprave su bujuruldije, hudžeti, ilame, arze, sidžile, fetve i pisma. 19 bujuruldija izdanih 1775. godine je sačuvano, a iz razdoblja 1691. – 1701. nijedna. Najstarija sačuvana je bujuruldija Deli Husejn-paše iz 4. siječnja 1643.
Vlasti Dubrovačke Republike počele su uspostavljati kontakt s Osmanlijama nakon njihovih prvih provala u Bosnu 1380.-ih. Istodobno su se nadale da će ih savezi kršćanskih zemalja otjerati s Balkana, te su stoga izbjegavale stvaranje čvršćih veza i održavali veze epizodne naravi uglavnom zbog trgovačkih pitanja. 6. prosinca 1430. godine dubrovačkim trgovcima odobrena je slobodna trgovina i kopnem i morem po cijelom Osmanskom Carstvu, Bazelskim koncilom uređeno je trgovanje s muslimanima. Dogovor s Turcima biva postignut 2. veljače 1442. Svake godine 1000 dukata Dubrovčani moraju plaćati sultanu Muratu. Odnosi su ostali prilično labavi sve do vladavine sultana Mehmeda II. Osvajača i pobjedničkih pohoda njegove vojske. Godine 1458. Dubrovčani su pristupili pregovorima, obvezali se plaćati 1500 zlatnika godišnje i biti vjerni Osmanskom Carstvu. Zauzvrat su dobili jamstvo da će Republika biti zaštićena, kao i cijeli niz trgovačkih povlastica koje će trgovci koristiti na sve većem području. 1469. dubrovački harač povišen je s 1500 na 5000 dukata godišnje, a 1471. na nagovor hercega Vlatka na 9000 dukata za tu godinu i 10 000 ubuduće. Povećale su se i carinske pristojbe, a konačan iznos koji je Turcima trebalo plaćati iznosio je 10 000 dukata harača i 2 500 za đumruk. Ustalio se 1481., a 1-2 godine kasnije Osmanlije će posve okružiti dubrovačko područje.
Osmanski spisi Dubrovačke Republike pohranjivani su u tzv. Turskoj kancelariji u Kneževu dvoru, a o njima su vodili računa dragomani koji su poznavali turski, arapski i perzijski jezik. Dubrovački poklisari stalno su putovali u Bosnu gdje su često bili u doticaju s tamošnjim dostojanstvenicima, kadijama i kapetanima, a teškoće koje su morali riješiti bile su raznovrsne i mnogobrojne. Bilo je veza i s drugim dijelovima Osmanskog Carstva, poput Skadarskog sandžaka, Egipta i sjevernoafričkih gusarskih ejaleta, no glavne okosnice odnosa vodile su Dubrovčane na Portu i u Bosnu. Dubrovčani su imali mnogobrojne trgovačke kolonije diljem Osmanskog Carstva: 1301. Spinarnica u Epiru, 1312. Rudnik, 1313. Mačva, 1332. Prizren, 1339. Priština. Dubrovačke kolonije niču u Jajcu, Višegradu, Goraždu, Kreševu, Fojnici, Foči, Deževici i Visokom. Mnogi knezovi u Srebrenici, Zvorniku, Foči i Kreševu bili su Dubrovčani. U Srebrenici 1434. djelovalo je 37 dubrovačkih obrtnika (15 zlatara, 10 krojača, 5 podstrigača sukna). 1450. u Smederevu bila su 94 dubrovačka trgovca, od toga 20 vlastelina. Još toliko bilo ih je u Prištini, Novom Brdu, Rudniku i Trepči. Dubrovčani su Bosnu opskrbljivali žitaricama, dvopekom, rižom, kavom i šećerom. Oko 1 500 t pšenice i prosa kupovali u Egribozu, Larisi, Velestinonu, Lepantu, Trikkali, Farsali, Volosu, Elbasanu, Skadarskom i Hercegovačkom sandžaku.

## Dubrovačka diplomacija
Dubrovačku vlastelu u ispravama bosanski i hercegovački namjesnici zovu begovima, vlastel-begovima, časnicima, kneževima, zapovjednicima ili prinčevima, a kneza duždom, glavnim knezom i sl. Dubrovački dužnosnici nazivaju se ponosima, uzorima, uzdanicama kršćanske nacije, kršćanskim velikanima ili zapovjednicima uz molitvu neka im se život završi na dobar način. "Tebi, koji si uzor kršćanske nacije, konavoskom knezu. " "Tebi, koji si dubrovački emin. " "Tebi, koji si moj kajmakam u Hercegovini. " Dubrovački arzuhali (predstavke) počinju molitvom "slavnom, sretnom i milostivom Njegovu Veličanstvu, mojem sultanu, neka bude blagoslovljen... " "Naređenje i ferman je u nadležnosti Njegova Veličanstva, mojeg slavnog sultana. " Nakon toga ide potpis, npr. "sluga Vlaho Bona, dubrovački poklisar". Bujuruldije se uglavnom odnose na zabranu zlostavljanja i naplaćivanja carine, badža i ostalih nameta dubrovačkim trgovcima po Bosni i Hercegovini, te na zabranu rada skala u Novome, Risnu, Gabeli i Makarskoj. Od davnina su dopuštene samo dubrovačka i splitska skala te ona u stonskoj slanici. Ostale skale moraju biti zatvorene kako dubrovačka riznica ne bi propala i kako bi se imalo od čega platiti harač. U jednoj ispravi piše da je Novi udaljen od Dubrovnika 8 sati hoda. 
Hercegovački namjesnik bi pismeno obavijestio Dubrovčane o svom stupanju na vlast. Dvojica poklisara (plemića) bi ga posjetila, uručila kredencijalna pisma, izrekla prigodni govor i zamolila ga prihvatiti dar a on da štiti Dubrovčane, njihove poslove i trgovce. Namjesniku bi bilo darovano 450 talira, 2 kaveca (komad tkanine dug 12 lakata), 12 metara sukna (ili atlasa), svijeće, začini (cimet, papar, anis) i zahare (tvrdi kolačići, bomboni od šećera). Dobio bi 8-12 kutija zahara, 2 svežnja po 4 svijeće, 6-8 glava šećera i 8-12 vrećica začina. Bosanski bi namjesnik skromnije bio darivan jer je Hercegovina prvo susjedstvo. Bosanskom bi namjesniku bio poslan jedan poklisar s 2 kaveca damasta, 2 kaveca sukna, 12 kutija zahara, 6 glava šećera, 12 vrećica začina i 6 svežnjeva svijeća. Poklisari bi posjećivajući Sarajevo odsjedali u Četvrti Latinluk. Sekundo Gučetić piše 1668. kako je stigao u Sarajevo, odmorio, otišao ćehaji i darovao mu maramicu, te zatražio prijem u paše. Paša bi poslao konja i pratnju, čim bi ušao poklisaru je bilo ponuđeno sjesti, poklisar bi paši poljubio rub haljine i predao kredencijalno pismo. Paša bi ga pitao kako je putovao, je li ga putem tko gnjavio, je li zadovoljan smještajem i kakvo je zdravlje dubrovačke gospode. On je odgovorio da mu čestitaju dolazak u susjedstvo i šalju uobičajeni dar. Paša se začudio kako to nije došao s dragomanom. Poklisar je odgovorio da su svi koji su poznavali turski poginuli u potresu, od trojice preživjelih jedan je u Istanbulu, drugi je s poklisarima harača u Istanbulu, a treći je potreban Dubrovniku. Umjesto dragomana prevodio bi janjičar koji prati poklisara, paša bi poklisaru darovao kaftan i dodijelio mu 30-ak ljudi do boravišta.
Na putu harača Dubrovčani bi također svraćali hercegovačkom i bosanskom namjesniku koji bi im osigurao vojnu pratnju kroz opasne predjele. Tom bi prilikom hercegovačkom namjesniku dali 150 talira, 2 kaveca atlasa i 12 glava šećera, a bosanskom 2 kaveca atlasa. Poklisari bi pošto je Gabela važno dubrovačko trgovište solju posjećivali hercegovačkog namjesnika u Gabeli koji bi obilazio svoj sandžak. Dva plemića donijela bi mu 2 kaveca sukna ili atlasa, svijeće, šećer, začine i zahare, svježe povrće i cvijeće. Dubrovački ribari ribali bi na Neretvi i ulov stavljali na namjesnikovu trpezu kako bi ostavili što bolji dojam. Kad bi hercegovački namjesnik prolazio kroz Konavle na putu za Novi na konavoskoj granici dočekali bi ga sa 150 talira, 2 kaveca sukna ili atlasa, svijećama, šećerom, začinima, zaharama i voćem. Priredili bi mu objed pa bi s njime otišli u Novi, osam mu dana laskali i preporučivali dubrovačke trgovce, podanike i poslove. Zatim bi tražili otpust i vratili se u Dubrovnik. Put kroz Konavle Dubrovčanima nije odgovarao. Mehmed-paša je 1631. zarobio poklisare koji su ga išli pozdraviti i nije ih pustio dok nije dobio 2 700 talira otkupa. Njegovi vojnici provaljivali su u kuće, pljačkali i zlostavljali stanovništvo. 1641. Konavle je na isti način poharao Šahin-paša. Dubrovačka diplomacija uspjela je obojicu ukloniti i izborila je fermane po kojima namjesnici ne smiju prolaziti kroz Konavle na putu za Novi. Međutim, za ferman nije mario Sejdi Ahmed-paša koji je poslao kratku bujuruldiju da u Konavlima opreme konake i sa 6 000 vojnika 1657. poharao Konavle, a 1658. Župu dubrovačku.
U Travniku su dubrovački poklisari bili smješteni u nekom od hanova u blizini vezirova konaka, npr. u hanu "Kukavica". Poklisar bi se poklonio veziru, opet se poklonio prilazeći i treći put se poklonio poljubivši mu ruku. Isto je učinio i dragoman. Poklisar bi sjeo sučelice paši i odmah počeo s uobičajenim izrazima poštovanja i radosti što je carskom milošću upravo ovom sjajnom i dobrostivom veziru dodijeljen Bosanski ejalet zajedno s Hercegovačkim sandžakom. Izrazio bi iskrenost i vjernost i očekivao pomoć i suradnju. Dragoman bi prevodio na turski. Popili bi kavu, bili namirisani (dezinficirani) i obukli darovane kaftane koje bi poslije ih donijevši u Dubrovnik dali u crkve gdje bi se pretvarali u mirisna ruha. Vezir bi ih otpustio, poklisar bi pošao u ćehaje-bega, poklonio se, sjeo i upitao za zdravlje. Dobio bi slatkiša i bio namirisan nakon čega bi pošao natrag u han. Poklisar bi dobio naknade za dnevne troškove, a svirali bi mu namjesnikovi glazbenici. Drugi dan ponavljao se isti susret, samo bi sad ista osoba bila u svojstvu hercegovačkog namjesnika. Trećeg dana dragoman bi pomogao poklisaru staviti kalpak od samurovine. Poklisar bi prešao na razgovor o tekućim teškoćama i zamolio slobodan izvoz namirnica za dubrovačke trgovce. Nakon 4-5 dana dragoman bi ćehaji najavio oproštajnu audijenciju. Od početka 17. st. daruje se i defterdaru (2 kaveca sukna), a u 18. st. i sarajevskom muli (1 kavetac atlasa i 6 glava šećera). Na Porti bi poklisari harača svakom veziru koji bi za njihova boravka bio proglašen namjesnikom bilo koje provincije darovali 6 kavetaca atlasa. Za Božić bi bosanskom namjesniku Dubrovčani poslali hladetine, suhih smokava, naranača, limuna, malvasije, ulja, šećera, rakije, medovine i sapuna. Za Bajram 1702. Halil-paša dobio je tkanine i 5 pari naočala u kutijicama. Za odlazak u rat protiv Crnogoraca Silahdar Mehmed-paša dobio je neutvrđeni iznos gotovine i 100 oka kave (1768.), a isto je dobio Sirri Selim-paša prije pohoda protiv Mahmuda Bušatlije 1787.
Mlečani su rjeđe mitili Osmanlije, ali su njihovi darovi bili puno bogatiji od dubrovačkih. Numan-paši Ćupriliću Mlečani su darovali 11 kaftana, tkanine za ogrtač, 2 pozlaćene kutije s bolonjskim sapunima, 2 s parfemima, 1 s poklopcem od velura ukrašena pozlaćenim vrpcama, 8 bočica mirisa sa srebrnim čepom, 6 zrcala, 2 srebrna pladnja, sjemenke dinje, raznorazne slatkiše, naranče i šećer. 1765. mletački dragoman Medun donio mu je svilu i kadifu, čohu, mirise i slatkiše. Stoga je Numan-paša Ćuprilić smatrao kako su dubrovački darovi zbilja jadni, bez mašte i uvijek isti. Mletački dragoman Medun napisao je s je dubrovački poklisar Luka Sorkočević više pojeo nego donio. Hekim-Oglu Ali-paša 1. rujna 1739., dan nakon mira s Austrijom u Beogradu, izdao je bujuruldiju proslaviti veliku pobjedu i moliti za trajanje Carstva. Lako je prešao preko dubrovačkog aktivnog šurovanja s Austrijancima ("Nije važno. Oni pripadaju jednoj vjeri, pa se moglo očekivati da će se povezati. "). Na njegovu naklonost prema Dubrovčanima zasigurno je utjecao njegov osobni liječnik Maurizio Beolghi koji je bio oženjen i imao sina a Dubrovkinjom Anom.
Dubrovačko smjenjivanje nenaklonih namjesnika nije uvijek bilo uspješno. Hasan-paša je doznao za rovarenje protiv njega (dubrovački diplomati prikazivali su ga lošim u Ciparskom ratu ne bi li bio smijenjen) pa je postavio trgovačku blokadu dok nije dobio ferman i pozamašne svote novca. Polovinom 18. st. Dubrovčani već šalju izvanredni dar naklonim namjesnicima: tkanine, satovi, južno voće, mirisna ulja, gotovina. Po Luju Vojnoviću grbavi poklisar Ranjina odgovorio je namjesniku razljućenom što mu je poslan nakazni poklisar: "Bolji boljemu, gori goremu, zahvali Bogu da sam ti ja dopao". Poklisari su 1764. i 1765. dobili dvostruku plaću zbog kuge u Travniku. Mnogi su radije platili globu nego se usudili poći. U raznoraznim prilikama Osmanlijama su darivani voće, voćni napitci, čokolada, bomboni i kolači, papir za pisanje, mirisna ulja, umjetno cvijeće, oružje, zemljovidi, satovi, zmije otrovnice (za spravljanje protuotrova) i vijesti sa zapada. Dubrovčani su više puta tražili bujuruldije da ih nitko ne ometa po Bosni i Hercegovini bez nameta po važećim cijenama kupiti 3 000 istanbulskih kila prosa i 3 000 istanbulskih kila pšenice. Na Pločama (Iza Grada) gdje je bio trgovački put stajali su dubrovački emini koji su dočekivali trgovce, naplaćivali osmansku izvozno-uvoznu carinu svima osim Dubrovčanima. U 17. i 18. st. bila su dvojica do četvorica emina. Emin je od 1642. smješten u Eminovu hanu u Lazaretima. Do 1546. kad je tamo smješten židovski geto emin je boravio na križanju Lojarske ulice s ulicom Prijeko, a od 1546. do 1642. drugdje u Prijekome. 1747. blizu dubrovačkih voda sukobile su se posade jednog peraštanskog i jednog ulcinjskog broda. Peraštani su ubili skoro sve Ulcinjane, preživjela trojica doplutala su na brodu, na Ploče je došlo nekoliko aga i ubilo dva Dubrovčanina i jednog Mlečanina misleći da su Peraštani. Ljubinjski i ulcinjski kadija donijeli su rješenje na dubrovačkoj granici, a zahvaljujući eminu nisu ušli na dubrovačko tlo. Ulcinjani su bili na zlu glasu jer ostave oštećeni brod raspadati se u dubrovačkim vodama, pa poslije traže odštetu. Stoga su izdani fermani da im je zabranjeno uplovljavati u gradsku luku, a smiju samo u grušku, trsteničku i cavtatsku. 1775. umro je u lazaretima s puta iz Aleksandrije od kuge oboljeli Abdurrahman. Raširile su se glasine da su Dubrovčani ubili pravovjernika, ali su se poslije pokazale lažnima. Emini su bili i u Stonu. Za vrijeme Kara Mustafe izdane su dvije lažne bujuruldije o potpadanju Konavala i Omble pod Turke.